# Ron Howard
Ronald William Howard (ur. 1 marca 1954 w Duncan) – amerykański reżyser filmowy, producent i aktor. Zdobywca Oscara za film Piękny umysł oraz Emmy za serial Bogaci bankruci, a także Saturna za obraz Kokon. Odznaczony Narodowym Medalem Sztuki.

## Życiorys
Urodził się i dorastał w Duncan w stanie Oklahoma jako syn pary aktorskiej – Jean Frances Speegle Howard i Rance’a Howarda. Jego rodzina miała pochodzenie niemieckie, angielskie, szkockie, irlandzkie i holenderskie. Jego młodszy brat, Clint Howard (ur. 1959) jest również aktorem. Uczęszczał do John Burroughs High School w Burbank. Ukończył studia na wydziale filmowym University of Southern California.
Howard zadebiutował w 1956 roku, kiedy to wystąpił jako dziecięca gwiazda filmu Frontier Woman. W wieku 4 lat otrzymał on kolejną rolę, tym razem w serialu Playhouse 90. Następnie, przez kilka lat występował w popularnym amerykańskim programie telewizyjnym The Andy Griffith Show. Popularność zdobył dzięki, kręconemu przez 10 lat, serialowi Happy Days (za swoją rolę otrzymał on nominację do Złotego Globu).
W 1977 roku Howard wyreżyserował film Grand Theft Auto. Prowadzi wspólnie z Brianem Grazerem Imagine Entertainment – przedsiębiorstwo zajmujące się produkcją filmową i telewizyjną.

## Filmografia

### Reżyser
- 1969: Deed of Derring-Do
- 1977: Grand Theft Auto
- 1978: Cotton Candy
- 1980: Skyward
- 1981: Through the Magic Pyramid
- 1982: Nocna zmiana (Night Shift)
- 1984: Plusk (Splash)
- 1985: Kokon (Cocoon)
- 1986: Gung Ho
- 1988: Willow
- 1989: Spokojnie, tatuśku (Parenthood)
- 1991: Ognisty podmuch (Backdraft)
- 1991: Za horyzontem (Far and Away)
- 1994: Zawód: dziennikarz (The Paper)
- 1995: Apollo 13
- 1996: Okup (Ransom)
- 1999: Frasier odcinek Good Samaritan jako Stephen
- 2000: Świąt nie będzie (How the Grinch Stole Christmas)
- 2001: Piękny umysł (A Beautiful Mind)
- 2003: Zaginione (The Missing)
- 2005: Człowiek ringu (Cinderella Man)
- 2006: Kod da Vinci (The Da Vinci Code)
- 2008: Frost/Nixon
- 2009: Anioły i demony (Angels & Demons)
- 2009: Na wschód od Edenu (East of Eden)
- 2011: Sekrety i grzeszki (The Dilemma)
- 2013: Wyścig (Rush)
- 2013: Made in America
- 2015: W samym sercu morza (In the Heart of the Sea)
- 2016: The Beatles: Eight Days a Week
- 2016: Inferno
- 2018: Han Solo: Gwiezdne wojny – historie (Solo: A Star Wars Story)
- 2019: Pavarotti (film dokumentalny)
- 2020: Elegia dla bidoków (Hillbilly Elegy)
- 2022: Trzynastu (Solo: A Star Wars Story)
- 2024: Eden

### Aktor
- 1956: Frontier Woman
- 1959: Podróż (The Journey)
- 1961: Door-to-Door Maniac
- 1962: Muzyk (The Music Man)
- 1963: Tata w zalotach (The Courtship of Eddie’s Father)
- 1965: Village of the Giants
- 1971: The Wild Country
- 1973: Amerykańskie graffiti (American Graffiti)
- 1974–1983: Happy Days jako Richie Cunningham
- 1976: The First Nudie Musical
- 1976: Eat My Dust!
- 1976: Rewolwerowiec (The Shootist)
- 1977: Grand Theft Auto
- 1979: Więcej amerykańskiego graffiti (More American Graffiti)
- 2001: Osmosis Jones (głos)
- 2001: Piękny umysł
- 2013: Makowe wzgórze

### Producent
- 1981: Through the Magic Pyramid
- 1992: Za horyzontem (Far and Away)
- 1996: Komora (The Chamber)
- 1997: Abbotowie prawdziwi (Inventing the Abbotts)
- 1998: Z Ziemi na Księżyc (From the Earth to the Moon)
- 1999: Edtv
- 1999: Beyond the Mat
- 2000:  Świąt nie będzie (How the Grinch Stole Christmas)
- 2001: Piękny umysł (A Beautiful Mind)
- 2003: Zaginione (The Missing)
- 2004: Alamo (The Alamo)
- 2005: Głęboko w gardle (Inside Deep Throat)
- 2005: Człowiek ringu (Cinderella Man)
- 2006: Kod da Vinci (The Da Vinci Code)
- 2006: Ciekawski George (Curious George)
- 2007: The Look of Real
- 2008: Changeling
- 2008: Frost/Nixon
- 2013: Wyścig (Rush)
- 2013: Made in America
- 2015: W samym sercu morza (In the Heart of the Sea)
- 2016: The Beatles: Eight Days a Week
- 2016: Inferno
- 2019: Pavarotti (film dokumentalny)

## Nominacje
- 1977: Złoty Glob – Najlepszy aktor drugoplanowy (Rewolwerowiec, 1976)
- 1978: Złoty Glob – Najlepszy aktor w serialu komediowym lub musicalu (Happy Days, 1974)
- 1985: Saturn – Najlepsza reżyseria (Plusk, 1984)
- 1996: Złoty Glob – Najlepszy reżyser (Apollo 13, 1995)
- 2001: Saturn – Najlepsza reżyseria ( Świąt nie będzie, 2000)
- 2002: Złoty Glob – Najlepszy reżyser (Piękny umysł, 2001)
- 2002: BAFTA – Najlepszy film (Piękny umysł, 2001)
- 2002: AFI – Film roku (Piękny umysł, 2001)
- 2004: Złoty Niedźwiedź (Zaginione, 2003)
- 2007: Złota Malina – Najgorszy reżyser (Kod da Vinci, 2006)

## Nagrody
- Nagroda Akademii Filmowej
  - Najlepszy film: 2002: Piękny umysł
  - Najlepsza reżyseria: 2002: Piękny umysł
- Nagroda Emmy
  - Najlepszy serial komediowy: 2004:Bogaci bankruci
  - Najlepszy miniserial: 1998: Z Ziemi na Księżyc